# .ca
Pour les articles homonymes, voir CA.
.ca est le domaine de premier niveau national (ccTLD pour country code top level domain) réservé au Canada. Il est géré par l'Autorité canadienne pour les enregistrements Internet (ACEI).
Jusqu'au 12 octobre 2010, chaque province ou territoire disposait également de son propre sous-domaine, mais il est désormais impossible d'en réserver de nouveaux. Les raisons invoquées par l'ACEI sont d'une part la complexité de gestion et d'autre part le faible nombre de nouveaux domaines enregistrés avec ces extensions. Les noms de domaines déjà enregistrés continueront à exister. Les extensions concernées sont :
- .ab.ca pour l'Alberta ;
- .bc.ca pour la Colombie-Britannique ;
- .mb.ca pour le Manitoba ;
- .nb.ca pour le Nouveau-Brunswick ;
- .nl.ca pour Terre-Neuve-et-Labrador ;
- .ns.ca pour la Nouvelle-Écosse ;
- .nt.ca pour les Territoires-du-Nord-Ouest ;
- .nu.ca pour le territoire du Nunavut ;
- .on.ca pour l'Ontario ;
- .pe.ca pour l'Île-du-Prince-Édouard ;
- .qc.ca pour le Québec ;
- .sk.ca pour la Saskatchewan ;
- .yk.ca pour le territoire du Yukon.

Les noms dans les sous domaines .gc.ca (pour les sites du gouvernement du Canada) et .mil.ca (utilisé pour l'intranet des Forces armées canadiennes) ainsi que les noms de ville de quatrième niveau continueront à pouvoir être enregistrés par les autorités compétentes.
Le .ca est créé en 1987 sur l'initiative de John Demco, alors étudiant en informatique à l'Université de Colombie-Britannique. Demco et un groupe de bénévoles gèrent le registre, jusqu'à ce que l'ACEI les prenne en charge en 2000. Le premier nom de domaine .ca est enregistré en janvier 1988 par l'Université de l'Île-du-Prince-Édouard.
L'Assemblée nationale du Québec veut que le domaine internet du Québec soit simplifié en .qc et considère aussi la possibilité de demander l'extension .quebec étant donné les contraintes imposées par l'ICANN dans l'attribution de noms de premier niveau à deux lettres.

## Exigences de présence au Canada
Les titulaires de domaines .ca doivent satisfaire aux exigences de présence au Canada,,,, établies par le registre. Exemples d’organisations admissibles:  
- citoyen canadien ou résident permanent ayant atteint la majorité
- organisation canadienne reconnue légalement
- Inuits, représentants des peuples autochtones, Métis ou autres peuples autochtones du Canada
- groupe indien, tel que défini dans la Loi sur les Indiens du Canada
- résident étranger du Canada possédant une marque de commerce canadienne enregistrée
- mandataire, administrateur ou autre représentant légal d’une personne ou d’une organisation répondant aux exigences
- une division gouvernementale
- le monarque du Canada

Le domaine .ca est le leader incontesté en Amérique du Nord avec 3,38 millions de domaines, ce qui constitue le taux d’adoption de ccTLD par habitant le plus élevé au monde. La grande majorité des entreprises canadiennes choisissent .ca pour démontrer leur activité locale et bénéficier des avantages en optimisation pour les moteurs de recherche (SEO) au Canada.
Après une période de trente jours, qui doit offrir au registraire initial une dernière chance de récupérer un nom suspendu, les domaines expirés reçoivent le statut « à libérer » (TBR),. Ces noms sont proposés aux enchères hebdomadaires, au cours desquelles les listes des noms disponibles sont publiées en ligne, et les registres potentiels placent des offres préalables via divers registraires de domaines .ca.
Les domaines qui ne reçoivent aucune offre sont ensuite libérés et deviennent accessibles au public pour de nouvelles inscriptions,.
Les noms de domaine internationalisés (IDN) ont été introduits en janvier 2013 avec un ensemble limité de caractères (é, ë, ê, è, â, à, æ, ô, œ, ù, û, ü, ç, î, ï, ÿ) afin de permettre du texte en français avec des signes diacritiques. Les noms qui diffèrent uniquement par des signes diacritiques (par exemple, metro.ca et métro.ca) doivent avoir un seul propriétaire et un seul registraire. Les noms de domaine commençant par quatre caractères xn-- ne sont pas autrement disponibles à l’enregistrement. La longueur doit être comprise entre 2 et 63 caractères, y compris le préfixe xn-- pour les noms de domaine internationalisés. 